# Мінінський заказник
Мінінський державний природний заказник (рос. Мининский государственный природный заказник) — Російський природний (біологічний) заказник, розташований на території Астраханської області Південного федерального округу. Згідно з положенням заказник є особливо охоронною природною територією, яка має особливе значення для збереження та відновлення природних комплексів та їхніх компонентів та підтримки екологічного балансу.

## Географія
Заказник розташований на території Раздорської сільради Камизяцького району Астраханської області. Займає північну частину річкового острова Мінінський, обмеженого з сходу протокою Волги Велика Чорна, на заході — єриком Костиль. На півдні заказник відокремлений єриком Мінченок, який розділяє острів навпіл.

## Історія
Резерват був утворений 10 березня 1986 року як мисливський заказник рішенням виконкому Астраханської обласної ради № 165. 9 квітня 2007 року мисливський заказник був переформований у державний природний (біологічний) заказник постановою уряду Астраханської області № 124-П.

## Біоценоз
У заказнику охороняються об'єкти тваринного та рослинного світу, які занесені до Червоної книги Астраханської області: серед птахів — пролітні перепілка звичайна та деркач (коростель), серед рослин — водяний горіх астраханський (чилім, рогульник). До мисливських видів відносяться птахи фазан, куріпка сіра, а також кабан.

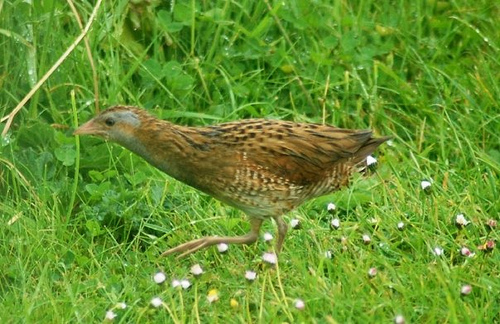
Деркач (коростель)
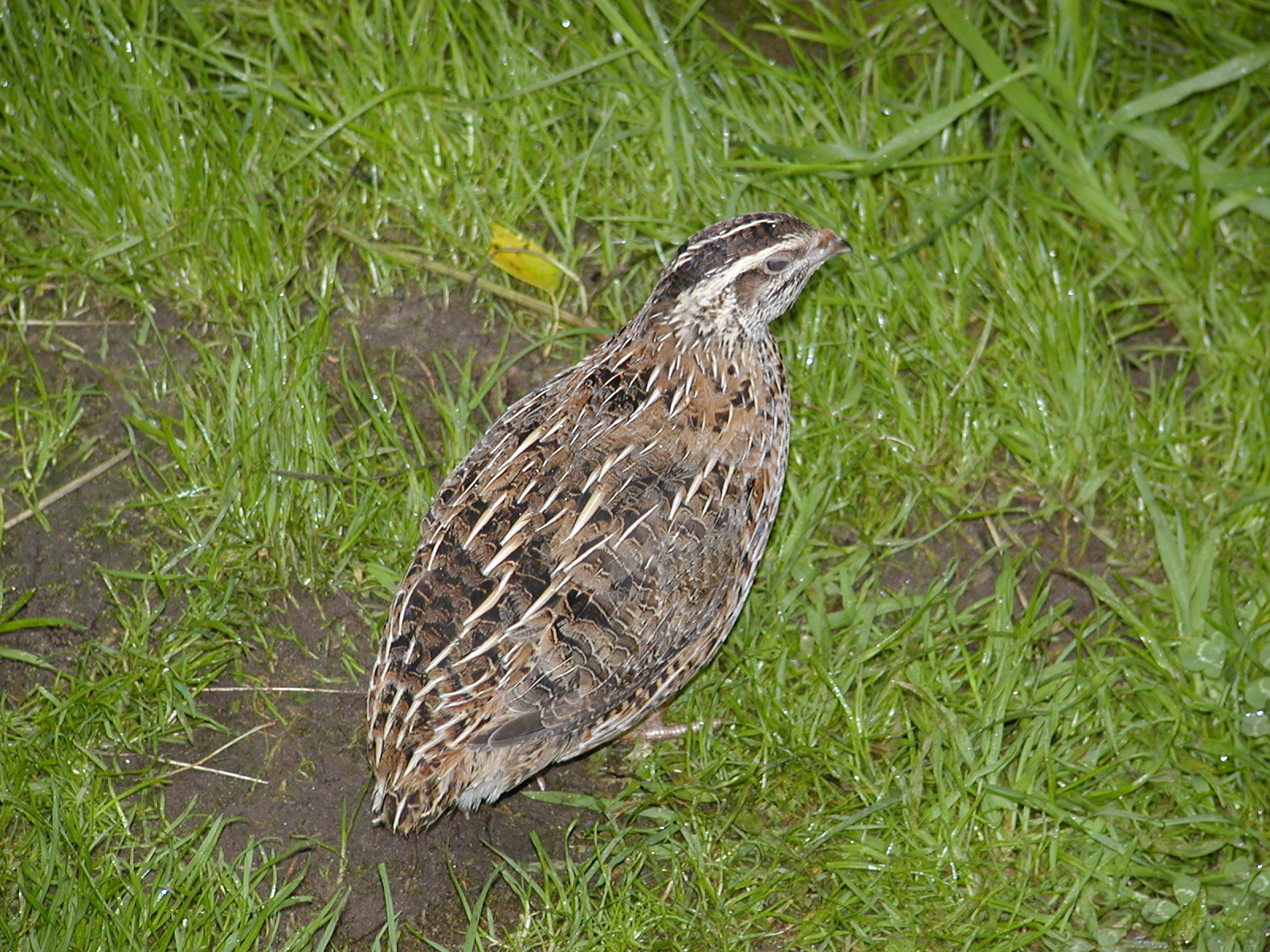
Перепілка
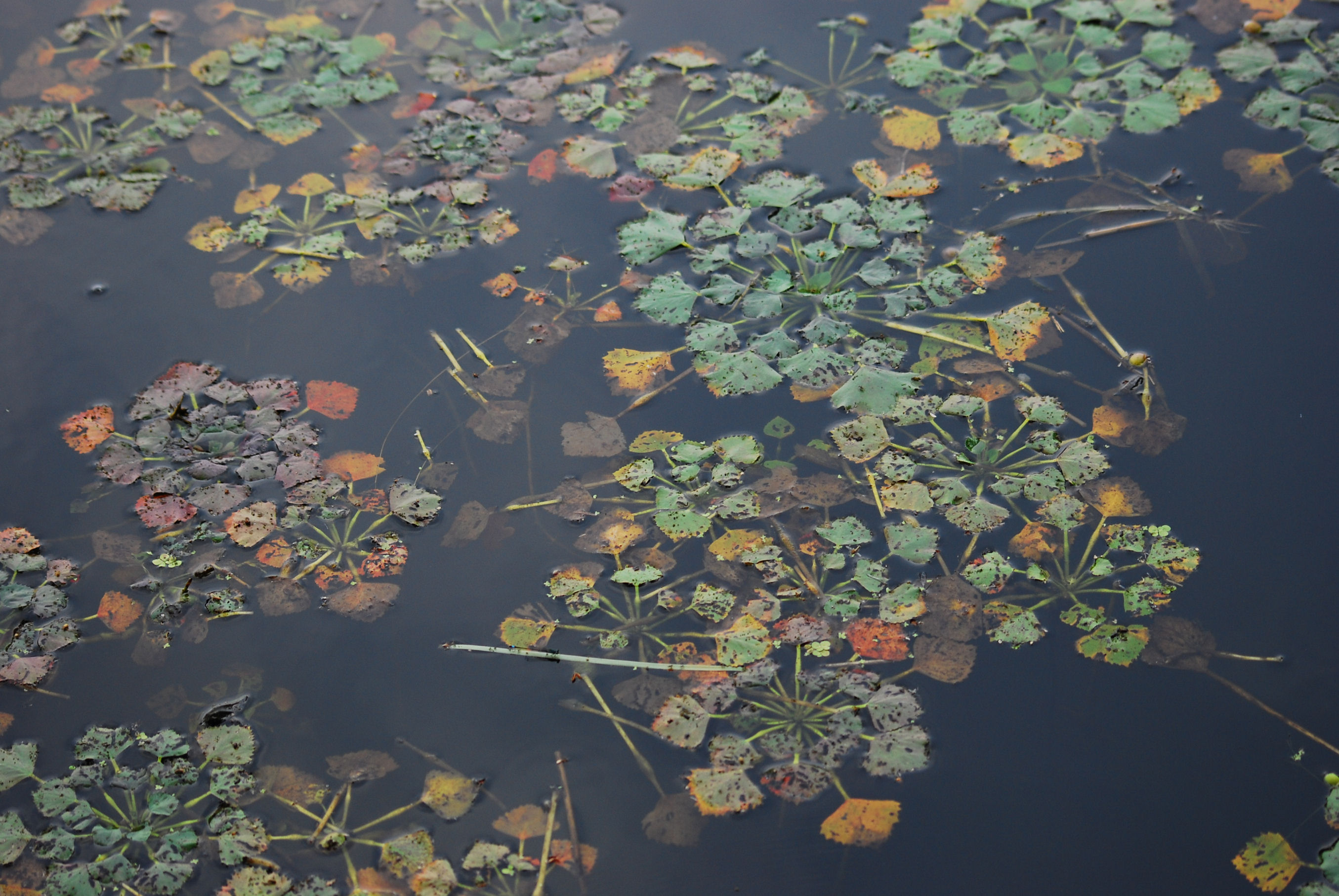
Водяний горіх (чилім)

## Екологія
Задачами роботи заказника є:
- збереження та відтворення об'єктів тваринного і рослинного світу, а також збереження середовища їхнього проживання та підтримка цілісності угрупувань, що склались на території, що входить у межі заказника;
- проведення біотехнічних заходів з ціллю створення найбільш надійних умов проживання об'єктів тваринного світу, що охороняються;
- забезпечення всановленого режиму охорони рідкісних та зникаючих видів рослин і тварин;
- систематичне проведення облікових робіт, науково обґрунтоване регулювання чисельності мисливських тварин в установленому порядку;
- співпраця у проведенні науково-дослідницьких робіт без порушення встановленого режиму заказника;
- пропаганда серед населення задах охорони навколишнього середовища, раціонального використання та відтворення природних ресурсів.